# Diane Lane
Diane Lane (New York, 22 januari 1965) is een Amerikaans filmactrice. Ze werd in 2003 genomineerd voor zowel een Academy Award als een Golden Globe voor haar hoofdrol in Unfaithful. Meer dan vijf acteerprijzen werden haar daadwerkelijk toegekend, waaronder een Golden Satellite Award (voor Unfaithful).

## Biografie
Lane is de dochter van dramadocent Burt Lane en danseres Colleen Farrington. Ze speelt vanaf zesjarige leeftijd mee in de New Yorkse toneelgroep Cafe La Mama. Ze maakt met deze toneelgroep een tour door Europa en speelt mee in klassieke stukken als Medea en Agamemnon. 

### Filmcarrière
Lanes filmcarrière begint op haar dertiende met een rol in de film A Little Romance (1979), waarin ze speelt met Laurence Olivier. Ze is direct een favoriet bij het publiek en verschijnt op de voorpagina van het tijdschrift Time. Regisseur Francis Ford Coppola wordt haar mentor en geeft haar een rol in zijn films The Outsiders (1983), Rumble Fish (1983), The Cotton Club (1984) en Jack (1996). Hierna verdwijnt Lane een tijd uit de publieke belangstelling doordat de films die ze in deze periode maakt van lage kwaliteit zijn. In 1999 maakt ze een comeback in de film A Walk on the Moon (1999).

### Privéleven
In 1988 trouwde Lane met Christopher Lambert. Ze kreeg met hem in 1993 een dochter maar scheidde een jaar later van hem. In 2004 trouwde ze met Josh Brolin, een zoon van James Brolin. Het huwelijk is in december 2013 ontbonden.

## Filmografie
- 2024 - Dream Productions (stem in 4 afl.)
- 2024 - Inside Out 2 (stem)
- 2020 - Let Him Go
- 2017 - Justice League
- 2016 - Batman v Superman: Dawn of Justice
- 2016 - Paris can wait
- 2015 - Trumbo
- 2015 - Inside Out (stem)
- 2013 - Man of Steel
- 2010 - Secretariat
- 2008 - Killshot
- 2008 - Nights in Rodanthe
- 2008 - Jumper
- 2008 - Untraceable
- 2006 - Hollywoodland
- 2005 - Must Love Dogs
- 2005 - Fierce People
- 2003 - Under the Tuscan Sun
- 2002 - Unfaithful
- 2001 - The Glass House
- 2001 - Hardball
- 2000 - The Perfect Storm
- 2000 - My Dog Skip
- 1999 - A Walk on the Moon
- 1998 - Gunshy
- 1997 - Murder at 1600
- 1997 - The Only Thrill
- 1996 - Mad Dog Time
- 1996 - Jack
- 1995 - Judge Dredd
- 1995 - Wild Bill
- 1993 - Indian Summer
- 1992 - Knight Moves
- 1992 - Chaplin
- 1992 - Rakuyô (aka The Setting Sun)
- 1992 - My New Gun
- 1990 - Vital Signs
- 1989 - Lonesome Dove (Mini-serie)
- 1988 - Love Dream
- 1987 - Lady Beware
- 1987 - The Big Town
- 1984 - Streets of Fire
- 1984 - The Cotton Club
- 1983 - The Outsiders
- 1983 - Rumble Fish
- 1982 - Six Pack
- 1982 - National Lampoons: Goes to the Movies
- 1981 - Cattle Annie and Little Britches
- 1981 - Ladies and Gentlemen, the Fabulous Stains
- 1980 - Touched by Love
- 1979 - A Little Romance

- Bibsys: 4005481
- Biblioteca Nacional de España: XX1333234
- Bibliothèque nationale de France: cb13954281h (data)
- Catàleg d'autoritats de noms i títols de Catalunya: 981058507875806706
- CiNii: DA13481058
- Gemeinsame Normdatei: 140590919
- International Standard Name Identifier: 0000 0001 0938 9938
- Library of Congress Control Number: n85138229
- MusicBrainz: 8194a4c1-4eb1-4483-82aa-a6b06067004a
- Bibliotheek van het Japanse parlement: 00620974
- Nationale Bibliotheek van Tsjechië: xx0040182
- Nationale Bibliotheek van Israël: 987007457643105171
- Nationale Bibliotheek van Polen: a0000001256979
- Nederlandse Thesaurus van Auteursnamen: 073315869
- SNAC: w6p27tr5
- Système universitaire de documentation: 060408804
- Virtual International Authority File: 117632032
- WorldCat: E39PBJvmJMgcMXCxKfjkb7TmBP